# Leone Fortis
Leone Fortis (Trieste, 5 ottobre 1827 – Roma, 7 gennaio 1898) è stato un giornalista, scrittore, critico musicale e patriota italiano.

## Biografia

Leone Fortis

Il padre, Davide Forti, medico di religione ebraica, era nato a Reggio Emilia. La madre, Elena Wollemborg, era di origine austriaca. Rimasta vedova, si era trasferita a Padova. La casa era frequentata da letterati di nuova generazione: Francesco Dell'Ongaro, Aleardo Aleardi, Arnaldo Fusinato e Giovanni Prati. Leone studiò medicina come il padre.
Cambiato il suo cognome in "Fortis", nel 1846 pubblicò una novella in versi sciolti, Luigia, dedicata a Luigia Coletti, la sua futura sposa. Nel 1847, con Alfredo Romano, scrisse il dramma in versi La duchessa di Praslin - ispirato a un fatto di cronaca parigino - con allusioni patriottiche. Arrestato durante una manifestazione studentesca, fu condotto a Trieste. Nel marzo 1848, alla notizia delle Cinque giornate di Milano Leone Fortis tornò a Padova e si arruolò come volontario, combattendo a Monte Osio (Verona). Poi andò a Milano, dove diresse "Il Vero Operaio", giornale moderato che contrastava il quotidiano radicale "L'Operaio"; quindi si spostò a Firenze, dove fu redattore de "L'Alba", quotidiano democratico, presto soppresso da Francesco Domenico Guerrazzi. Durante la direzione de "L'Alba" lui e il resto della redazione entrarono in contatto col patriota e giornalista polesano Alberto Mario, col quale rimase sempre amico. L'ultima tappa fu Roma dove, come addetto allo Stato maggiore del generale P. Roselli, Fortis vide la caduta della Repubblica romana (1849).

### La passione per il teatro
Leone Fortis tornò a Padova. Non trovando sbocchi alla sua passione per il giornalismo, scrisse il dramma in cinque atti Camoens, con vaghe allusioni patriottiche, che fu rappresentato a Milano e poi a Torino, dalla Compagnia reale sarda. A Torino, Fortis divenne "poeta" della Compagnia reale, con l'obbligo di tre lavori ogni anno. Nel 1852 si trasferì a Genova, sostenendosi con le recensioni teatrali per il "Corriere Mercantile". Per la celebre attrice Fanny Sadowski scrisse Cuore ed arte, andato in scena al teatro Re di Milano, nel dicembre 1852: «un magnifico pasticcio», secondo Benedetto Croce; ma restò in cartellone e fu rimaneggiato nel 1854 col titolo Industria e speculazione. Fortis, tornato in Lombardia nel 1854, grazie all'amnistia, scrisse tre libretti d'opera: L'Adriana, 1857, musica di T. Benvenuti; L'uscocco, 1858, musica di F. Petrocini; Il duca di Scilla, 1859, musica di Errico Petrella. Nel 1857 divenne direttore artistico del teatro alla Scala di Milano.

### A Venezia
Nel novembre 1856 nacque a Venezia un settimanale dal nome curioso: "Quel che si vede e quel che non si vede"; Fortis ne fu collaboratore e poi direttore. Foglio elegante, ironico, ricco di disegni bozzettistici originali, nella testata aveva il diavolo zoppo che minacciava con la sua stampella. Vi pubblicarono poesie Arnaldo Fusinato e Ippolito Nievo. Ma in mezzo ai versi e alla cronaca letteraria, c'era qualche soffio inneggiante alla libertà e, il 4 gennaio 1857, il foglio fu chiuso, tanto più che si aspettava a Venezia la visita dell'imperatore Francesco Giuseppe e dell'imperatrice Sissi.

### A Milano e a Trieste
Due mesi più tardi a Milano usciva "Il Pungolo", settimanale che arrivò al 4 aprile 1858, sostituito dal gemello "Il Panorama". Nella testata Leone Fortis, ideatore e direttore del foglio, si rappresentava sotto forma del diavolo zoppo "Asmodeo" - uno dei suoi pseudonimi - che punzecchiava col forcone un gruppo di malcapitati. Il settimanale si impose per i toni ironici e anticonformisti e per il profilo dei collaboratori: il critico musicale Filippo Filippi, il duo Paulo Fambri-Vittorio Salmini (scrivevano per il teatro a quattro mani), Ippolito Nievo che vi pubblicò novelle, inoltre Arnaldo Fusinato e Cletto Arrighi. Tra i disegnatori e vignettisti c'era Salvatore Mazza, noto anche come pittore animalista e di genere. Usciva, a Natale, un "Almanacco del Pungolo", redatto dagli stessi collaboratori e illustrato dagli stessi vignettisti: conteneva le prime prove della Scapigliatura milanese.
Non puntuale e non generoso nei pagamenti, Leone Fortis aveva fama di spendaccione. Scriveva Nievo ad Arnaldo Fusinato, dopo aver appreso che qualche collaboratore era stato pagato: «A lungo andare ci stanchiamo d'essere creduti minchioni e io per me rinunzio al Papato di collaboratore del "Pungolo", ma non voglio più fare il grullo». Era un continuo prendersi in giro con il settimanale concorrente, "L'Uomo di Pietra", di Antonio Ghislanzoni, su cui scrivevano, ma cambiando pseudonimo, gli stessi collaboratori. Alla fine del 1858, espulso da Milano e con noie con la censura, Leone Fortis, tornato a Trieste, assunse la direzione del settimanale "La Ciarla" che, trasformato in rivista illustrata umoristico-letteraria, visse stentatamente per sette numeri. Invano la madre si recava a Vienna, a supplicare l'imperatrice Sissi di aver clemenza per quel figlio un po' discolo. A fine aprile 1859 Leone Fortis fuggì a Torino, travestito da pescatore, e tornò a Milano dopo l'annessione al Regno di Sardegna, per lanciare un nuovo quotidiano.

### Il Pungolo(quotidiano)
Il giornale "Il Pungolo" divenne per eccellenza il giornale dei milanesi: costo contenuto, romanzo d'appendice nella parte bassa della prima pagina, com'era d'uso all'epoca, venduto attraverso gli strilloni, usciva il pomeriggio, ma a ora incerta, a seconda degli umori di Leone Fortis e dell'arrivo a Como del vapore postale che portava la corrispondenza da Lecco. Il primo numero uscì il 20 giugno 1859, dopo la battaglia di Magenta e prima della battaglia di Solferino, ovvero nel pieno della Seconda guerra d'indipendenza italiana. Il Pungolo, che pubblicava racconti di giovani, come Arrigo Boito, Emilio Praga e Igino Ugo Tarchetti, si impose sulla "Perseveranza", anche per il prezzo molto più contenuto. Il 9 dicembre 1859, alla vigilia delle prime elezioni amministrative, Fortis pubblicò l'elenco delle persone che a marzo 1853 si erano felicitate con Francesco Giuseppe d'Austria per essere sfuggito a un attentato. Nel 1860 accolse corrispondenze di Alessandro Dumas padre dalla Sicilia: il romanziere francese seguì in prima persona la spedizione dei Mille di Garibaldi. 
A Napoli appena liberata (settembre 1860), Fortis inaugurò un foglio dallo stesso titolo, affidato al cognato J. Comin. Poiché Comin non pagava i collaboratori, quando Fortis venne a Napoli, tutti andarono a riceverlo al porto. Egli offrì un lauto pranzo, poi si fece accompagnare alla partenza del vapore. "Il Pungolo" milanese si spostò progressivamente su posizioni ministeriali, perché Fortis, indebitato, ricorreva ad aiuti degli uomini della Destra, che erano al governo. Il giornale entrò in concorrenza con le nuove testate, "Il Secolo" (1866) e il "Corriere della Sera" (1876). "Il Pungolo" era affetto da un conservatorismo che, dalla politica, era arrivato alla critica letteraria e artistica. Il giornale fu venduto, poi ricomprato, infine si estinse, il 10 settembre 1892.

### Altre testate
Nel 1866 Leone Fortis lanciò a Padova "La Nuova Venezia"; a Roma, a ottobre 1870, "La Nuova Roma" (che nel 1872 fu assorbita dalla "Gazzetta di Roma") e nel 1873 "Il Popolo romano": fogli non così contrari al governo, e forse garantiti da fondi segreti del Ministero dell'Interno. Nel 1893 Fortis fu coinvolto nell'inchiesta sulla Banca romana. L'editore Emilio Treves lo chiamò per aprire sull'«Illustrazione italiana» una rubrica di cronache di cultura e costume. Da quel momento Fortis si firmò "Doctor Veritas".

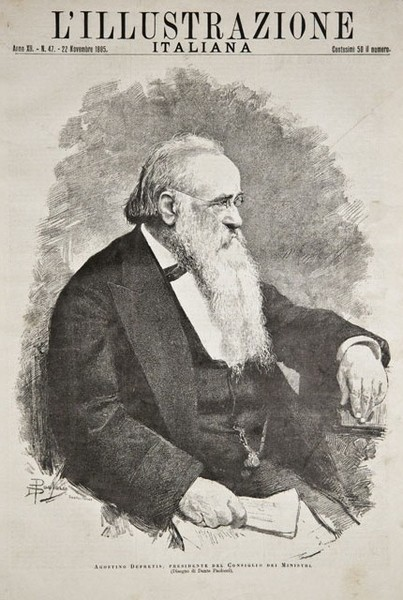
Depretis sulla copertina dell'Illustrazione Italiana (1885).

### Conversazioni della domenica
A ottobre 1873 iniziarono le Conversazioni di Leone Fortis, che furono poi raccolte in cinque volumi, pubblicati dal 1877 e il 1890. Uscivano ogni settimana, su "Illustrazione italiana", poi sul "Pungolo della domenica", quindi su "Le Conversazioni della domenica". Leone Fortis colloquiava con una lettrice immaginaria, facendo la rassegna critica della vita sociale: teatro, poesia, musica, letteratura. Attaccato alla tradizione romantica, rifiutava mode straniere e contestava ogni sperimentalismo. Apprezzava Prati e il drammaturgo Paolo Ferrari, tollerava Aleardi, Fusinato in poesia, Pietro Cossa e Giuseppe Giacosa in drammaturgia, apprezzava Edmondo De Amicis; ma esecrava il verismo di Giovanni Verga e di Luigi Capuana e soprattutto Gabriele D'Annunzio, esempio di vita sessuale disordinata, e riduceva Giosuè Carducci a un imitatore dei classici latini. Si scagliò contro Olindo Guerrini e i versi del suo Postuma, sostenendo che erano eccessivamente scollacciati. Alle critiche di Fortis, Guerrini rispose con Nova polemica, in particolare nel lungo Prologo.
Contro il verismo in letteratura, il positivismo in filosofia e il socialismo in politica, Fortis rievocava sempre il Risorgimento di Cavour: la Destra e il Re erano per lui lo scudo alla visione socialista della Sinistra di Agostino Depretis prima, di Francesco Crispi poi. Col passare del tempo le cronache di Fortis, non adeguandosi al mutare della scena politica, smisero di influenzare l'opinione pubblica.

### Ultimi anni
Nel 1893 si trasferì a Roma, come condirettore della "Gazzetta Ufficiale del Regno d'Italia". L'anno dopo rivalutava in parte, in un articolo, Francesco Crispi, per essersi convertito alla monarchia e per aver positivamente operato in campo internazionale. Dopo il 1890 pubblicò sulla "Rivista delle tradizioni popolari italiane" e su "La Vita italiana", riviste dirette da Angelo De Gubernatis, e su "Natura ed arte". Morì cieco. Il suo immane archivio è andato perduto.
Tra le opere di Leone Fortis, i Drammi, in 2 volumi, Milano, 1888 e Ferrari: ricordi e note, Milano, 1889.

### Curiosità
Si racconta che qualcuno, per fare un complimento a Cesare Cantù, gli abbia detto: «Nessuno, in questo scorcio di secolo, ha scritto tanto quanto lei!» «Non è esatto - avrebbe risposto Cesare Cantù - chi ha scritto di più di tutti noi è stato Leone Fortis. Ai bei tempi era capace di scrivere da solo l'intero numero di un giornale e con tale chiarezza da farsi comprendere da tutti.»